# Тутела

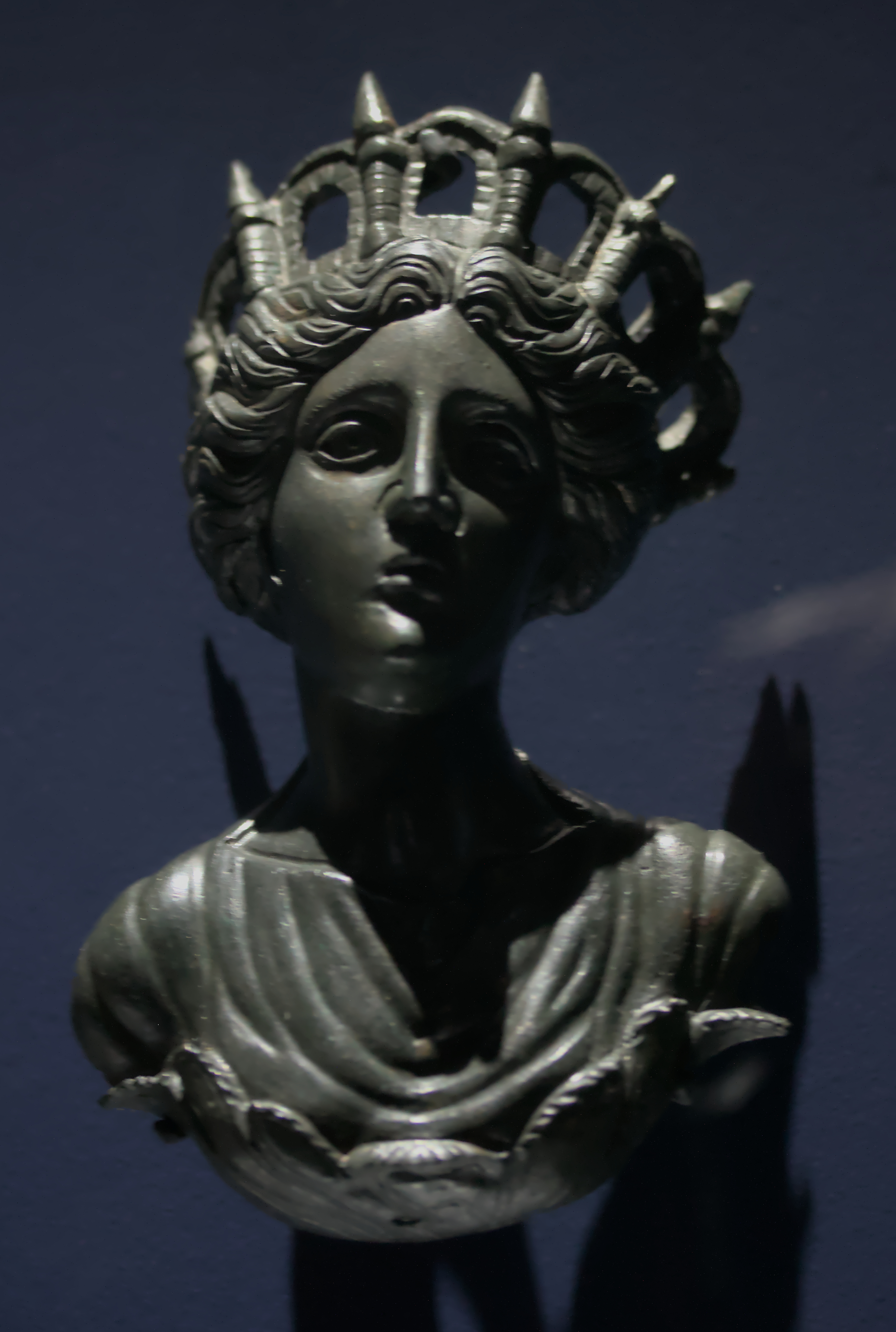
Бюст Тутели з мітреуму Мартіньї

Тутела — давньоримська концепція «опікунства», задумана як богиня в імперський період, а з самого раннього періоду — як функціональна роль, яку могли відігравати різні божества-опікуни, зокрема Юнона. Тутела мала особливе застосування в римському праві.

## Правоваопіка
За римським правом існувало кілька форм опіки («піклування»), головним чином для таких осіб, як неповнолітні та жінки, які зазвичай у римському суспільстві перебували під правовим захистом і контролем pater familias, але які з будь-яких причин були sui iuris, тобто юридично незалежними. Опікуном, який наглядав за їхніми інтересами, був вихователь. Латинська юридична термінологія розрізняє кілька типів tutela, включаючи:
- tutela fiduciaria, довірча опіка[2].
- tutela impuberum, опіка над неповнолітніми, які були звільнені від законного контролю (potestas) pater familias або глави родини[2].
- tutela mulierum, опіка над емансипованими жінками, як правило, тими, чиї батьки померли. У «основний період» римської історії (ІІ століття до н. е. до ІІ століття нашої ери) одружена жінка не входила до potestas свого чоловіка і залишалася юридично частиною своєї рідної сім'ї. Призначення tutor (опікуна) покликане забезпечити захист її інтересів та інтересів її сім'ї, зокрема щодо майнових прав, оскільки право власності на майно одружених залишалося роздільним. Іноді жінка, яка хотіла, щоб її майном управляв її чоловік, могла його призначити опікуном[3].

## Тутела

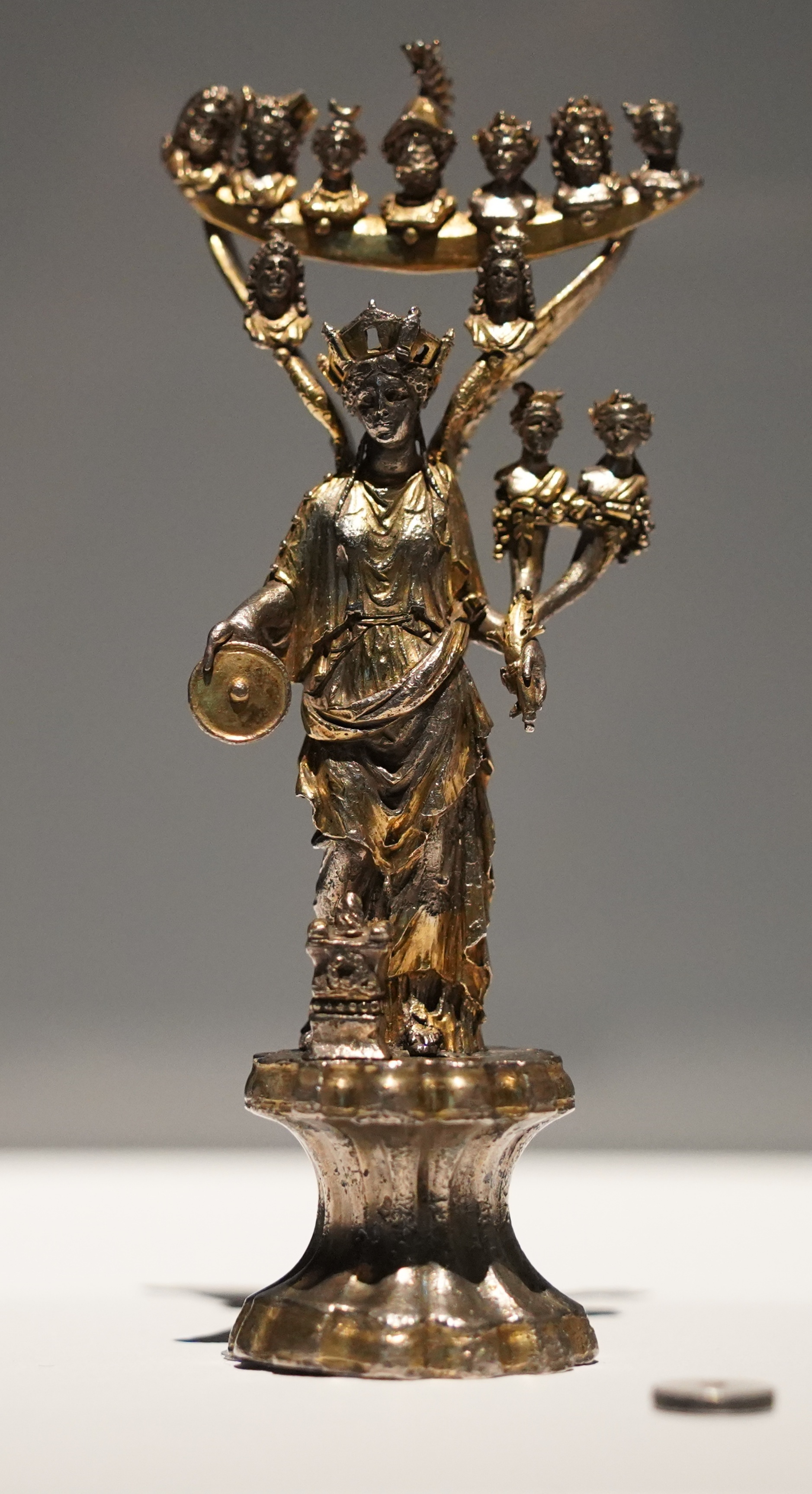
Галло-римська Тутела тримає патеру в правій руці, Аполлон і Діана в подвійному рогу достатку в лівій руці, з близнюками Кастором і Поллуксом по обидві сторони її голови, і тримає на своїх крилах сім божеств днів тижня (Сатурна, Сонце, Місяць, Марса, Меркурія, Юпітера і Венеру), зі скарбу Макона (н. е.). 150-220)

Тутела або божество-покровитель було основою давньоримської релігії. Основною функцією була здатність пропонувати захист або опіку божества, вираженою такими формулюваннями, як Tutela Iovis, «заступництво Юпітера». Опікунами вважалися головні божества, такі як Юпітер, Мінерва та Марс. Фраза in tutela виражала сферу впливу божества. Наприклад, дерева лихих ознак (arbores infelices) були під опікою нижчих богів (di inferi). Здається, кожна з ініціаційних ступенів містерій Мітри мала божество-покровителя.
Міста стародавньої Італії характерно мали опікуна, яким у багатьох місцях була Юнона. Теоретично, справжнє ім’я божества зберігалося в таємниці, щоб запобігти проведенню ворогом ритуалу «викликання» (evocatio) опікуна й уразливості міста. Якщо особистість божества, чий захист бажали отримати, була невідома, на вівтарі могли написати невизначений заклик, наприклад, «богу-опікуну». Богиня Тутела, ймовірно, розвинулася з цього абстрактного уявлення. Часто вона з'являється в написах, особливо в Галлії, але дуже рідко в літературі. Її часто пов'язують із Генієм. Щоб забезпечити повний спектр захисту, і вона стала звичайною частиною домашнього культу разом із Ларами та Пенатами. Також вона може бути в парі з Фортуною. Tutor або tutator можуть бути епітетами чоловічого роду для богів, які виконують певну опікунську функцію: Iuppiter tutor або Hercules tutator.

## Тутела та імперський культ
Перші римські імператори, щоб зміцнити своє становище, спиралися на традиційні джерела влади, серед яких potestas або влада римського глави родини. Tutela або опіка була іншою доступною формою влади, рекламована як Tutela Augusti, опіка Августа. В імперський період богиня Тутела отримала власний окремий культ у формі ритуалів і храмів. Династія Флавіїв особливо вшановувала Тутелу. На монеті 71 року нашої ери Тутела зображена жінкою з двома дітьми.